# Dérive (bateau)
Pour les articles homonymes, voir Dérive.

Dérive centrale

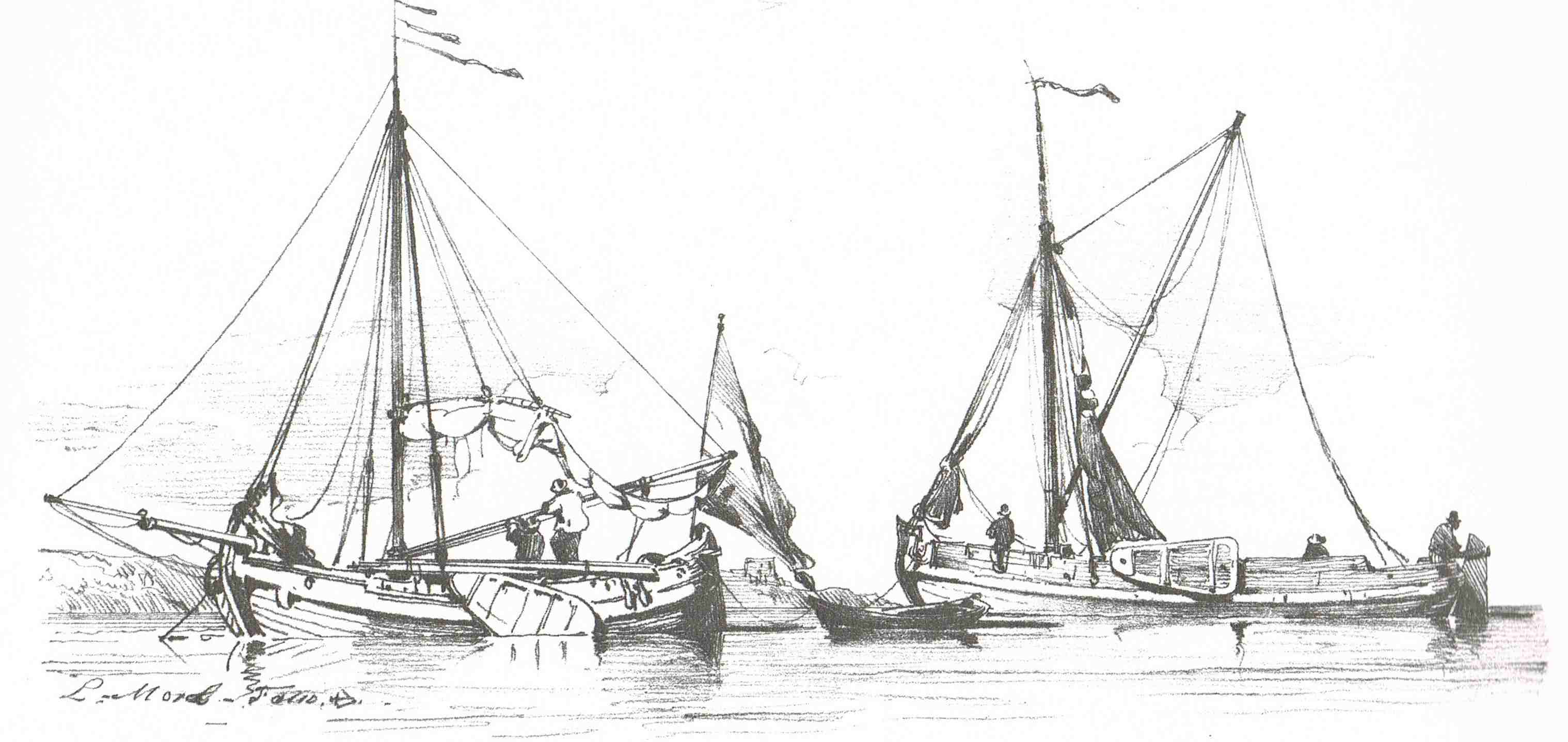
Léon Morel-Fatio Bateaux hollandais munis de dérives latérales

En architecture navale, la dérive désigne une surface portante immergée permettant de résister à la dérive, c'est-à-dire le dérapage latéral dû à l'effet du vent. Le mot "dérive" est une contraction du terme plan anti-dérive. 

## Description
Un plan anti-dérive spécifique est souhaitable sur les voiliers pour leur permettre de remonter efficacement contre le vent. Le plan anti-dérive peut être fixe (il est alors parfois improprement appelé « quille ») ou bien mobile, c'est le cas de la dérive.
Un voilier peut avoir une ou deux dérives, soit axiales et disposées alors en tandem, soit latérales nommées ailes de dérive (sur certains monocoques à fond plat, catamarans, trimarans). Sur certains voiliers, appelés dériveurs, la dérive est rétractable dans un logement appelé « puits de dérive », ce qui permet de la relever quand elle n'est pas nécessaire, c'est-à-dire aux allures portantes (vent venant de l'arrière ou de côté) et de diminuer ainsi la traînée (résistance qu'elle oppose à l'avancement). Relever la dérive permet aux dériveurs de naviguer par faible profondeur et de s'échouer facilement ou de venir sur une plage.
On distingue usuellement les dérives sabres, qui coulissent verticalement (ou en oblique) dans leur puits, et les dérives pivotantes qui se replient à l'intérieur du puits. Chaque système a ses avantages et ses inconvénients : le puits de la dérive sabre, moins encombrant, affaiblit moins la coque et est plus léger, il ne nécessite pas de lèvres en caoutchouc pour limiter la turbulence. Par contre, il peut constituer un danger pour la structure du bateau en cas de heurt d'un obstacle, tandis que la dérive pivotante se replie en cas de choc.